# 渡名喜风南
渡名喜风南（日语：／ Tonaki Fūna，1995年8月1日—）来自神奈川县相模原市，是一名日本女子柔道运动员。她的父母都来自冲绳县，為琉球國士族殷氏渡名喜家後人，她也是家里四姐妹当中年龄最小的。2014年，她进入帝京大学医疗技术学部就读体育医疗学科。2018年大学毕业后加入普客二四俱乐部。

## 外部連結
- 渡名喜風南的Instagram帳戶